# 장군석 (광물)
장군석(將軍石, Janggunite)는 산화망간 광석에서 드물게 나타나는 광물의 하나로, 1975년 서울대학교 김수진 교수에 의해 발견, 명명되었다. 그 이름은 처음으로 발견된 경상북도 봉화군 재산면의 장군광산의 이름을 따서 붙여진 것이다.

## 물리·광학적 성질
모스 경도는 2 - 3가량 되며, 한쪽 방향으로 완전한 벽개를 가진다. 정계는 사방정계이며, 공간군은 Pman이다.
단위포의 크기는 a = 9.324, b =14.05, c = 7.956 [Å], Z = 4이다.
250 - 370 ℃, 955 ℃에서 흡열피크를 가지는데, 전자는 장군석이 탈수 산화되어 (Mn,Fe)2O3을 만드는 피크이며, 후자는 (Mn,Fe)3O4로의 반응이 이루어지는 피크이다.
이방성은 공기중에서 강하며, 침액 중에서는 더욱 강하다. 반사도는 낮으며(13- 15%), 내부반사는 없다.

## 산출 특성
능망간석, 함망간백운석 등이 지표 부근에서 산화용해되여 침전된 표성산화망간 광상에 있어서 다공질부분인 단괴상 광석대 하위의 고결대에서 발견된다. 공생광물로는 엔소타이트, 토도로카이트, 방해석 등이 보고되었다. 산출빈도는 약 5%.

## 참고 문헌
- 상기남 외. 한국의 광물, 자원개발연구소.1977, p. 142 - 143